# Joachim Rønneberg
Joachim Holmboe Rønneberg (né à Alesund le 30 août 1919 et mort dans la même ville le 21 octobre 2018) est un officier de l'armée norvégienne.
Il est connu pour son rôle de résistant contre le nazisme lors de la Seconde Guerre mondiale. Il a notamment supervisé l'opération Gunnerside dans le cadre de la bataille de l'eau lourde.

## Biographie
Joachim Rønneberg naît à Alesund en 1919 ; il est le fils d’Alf Rønneberg et Anna Sandberg ; son frère Erling s’engagera aussi dans la résistance. Il grandit à Alesund, puis étudie à Oslo ; il termine ses études de commerce en 1939 et part travailler dans une entreprise d’export de poisson. 

### Seconde Guerre mondiale
Lors de l'occupation de la Norvège par l’Allemagne nazie, Joachim Rønneberg s’enfuit sur un bateau de pêche avec huit de ses amis, en direction de l’Angleterre. Rønneberg prend ensuite contact avec un recruteur du Special Operations Executive (SOE), rejoint leurs rangs et s’entraîne entre autres au combat rapproché, à la survie et à la manipulation d’explosifs. En février 1943, il est parachuté avec cinq autres hommes à proximité de la centrale de Vemork, servant à la production d’eau lourde. Ils parviennent à saboter des éléments de production d’eau lourde à l’aide d’explosifs et à quitter la station de production sans problème majeur. 
Joachim Rønneberg s’enfuit alors avec cinq hommes de l’équipe de sabotage via la Suède.
En janvier 1945, il participe à la destruction toujours par explosifs du pont de Stuguflåt.

### Après la guerre
Joachim Rønneberg devient journaliste pour la station d’Alesund de la NRK, où il travaille jusqu’à sa retraite en 1988.
Il épouse le 19 septembre 1949 Liv Muriel Foldal. À partir des années 1970, il commence à raconter son histoire, notamment dans les écoles.
En 2014, une statue à son effigie est érigée devant la mairie d’Alesund pour son 95e anniversaire. Il meurt le 21 octobre 2018 à Alesund.

## Postérité
Joachim Rønneberg est incarné par l'acteur Tobias Santelmann dans la série télévisée The Heavy Water War : Les Soldats de l'ombre.

## Distinctions
- Croix de Guerre avec épée[7]
- Ordre du Service distingué[4]
- Légion d’Honneur[3]
- Croix de Guerre[3]
- Médaille de la Liberté[3]

### Article de presse
- (en-US) « WWII Hero Credits Luck and Chance in Foiling Hitler’s Nuclear Ambitions », NY Times,‎ 20 novembre 2015 (lire en ligne, consulté le 20 novembre 2015)